# Монастырщинское сельское поселение
Монастырщинское сельское поселение — муниципальное образование Богучарского района Воронежской области России.
Административный центр — село Монастырщина.

## Население
| 2000  | 2005  | 2010  | 2012  | 2013  | 2014  | 2015  | 2016  | 2017  |
| ----- | ----- | ----- | ----- | ----- | ----- | ----- | ----- | ----- |
| 1260  | ↘1210 | ↘1156 | ↘1120 | ↘1111 | ↗1112 | ↘1109 | ↘1104 | ↗1116 |
| 2018  | 2019  | 2020  | 2021  |       |       |       |       |       |
| ↘1093 | ↘1087 | ↗1100 | ↗1182 |       |       |       |       |       |

## Населённые пункты
В состав поселения входит:
- село Монастырщина.